# VM i fodbold 2018 (mænd)
VM i fodbold 2018 var den 21. udgave af VM i fodbold. Turneringen blev organiseret af FIFA, der den 2. december 2010 udpegede Rusland som arrangør af slutrunden. Turneringen startede den 14. juni 2018 med en kamp mellem Rusland og Saudi-Arabien og sluttede med finalen 15. juli 2018.
Verdensmestre blev Frankrig, der i finalen besejrede Kroatien med 4-2, mens bronzemedaljerne gik til Belgien med sejr på 2-0 over England. Som turneringens bedste spiller blev udpeget kroaten Luka Modrić, bedste unge spiller blev franske Kylian Mbappé, mens engelske Harry Kane blev topscorer med 6 mål.

## Valg af arrangør
Kandidaterne var England, Rusland, Belgien/Holland og Portugal/Spanien.
| Kandidater       | Stemmer  | Stemmer    |
| Kandidater       | 1. runde | 2. runde   |
| ---------------- | -------- | ---------- |
| Rusland          | 9        | 13         |
| Portugal/Spanien | 7        | 7          |
| Belgien/Holland  | 4        | 2          |
| England          | 2        | Elimineret |

## Kvalificerede lande
Alle 32 deltagende lande til slutrunden var fundet pr. 16. november 2017.
Der blev trukket lod til gruppeinddelingen den 1. december 2017. Der blev otte grupper à fire lande (se #Grupper og kampe). Nationer fra samme forbund kunne ikke komme i samme gruppe, med undtagelse af UEFA-nationer, hvor der kunne være op til to nationer pr. gruppe.
Parenteser angiver henholdsvis FIFA-rangering og seedningslag.
| AFC: - Iran (34/3) - Japan (44/4) - Sydkorea (62/4) - Saudi-Arabien (63/4) - Australien (43/4) UEFA: - Rusland (65/1 - som vært) - Belgien (5/1) - Tyskland (1/1) - England (12/2) - Spanien (8/2) - Polen (6/1) - Frankrig (7/1) - Portugal (3/1) - Island (21/3) - Serbien (38/4) - Schweiz (11/2) - Kroatien (18/2) - Sverige (25/3) - Danmark (19/3) | CONCACAF: - Mexico (16/2) - Costa Rica (22/3) - Panama (49/4) CAF: - Nigeria (41/4) - Egypten (30/3) - Senegal (32/3) - Marokko (48/4) - Tunesien (28/3) CONMEBOL: - Brasilien (2/1) - Uruguay (17/2) - Argentina (4/1) - Colombia (13/2) - Peru (10/2) OFC - Ingen kvalificerede nationer | Land som kvalificerede sig til VM Land som ikke kvalificerede sig til VM Land som ikke deltog i kvalifikationsturneringen Land som ikke var medlem af FIFA |

Island og Panama deltog for første gang. De firedobbelte verdensmestre fra Italien og de tredobbelte finalister fra Holland formåede ikke at kvalificere sig til slutrunden.
| Seedningslag 1                                                                                                 | Seedningslag 2                                                                                       | Seedningslag 3                                                                                          | Seedningslag 4                                                                                                 |
| --- | --- | --- | --- |
| Rusland (65) (værter) Tyskland (1) Brasilien (2) Portugal (3) Argentina (4) Belgien (5) Polen (6) Frankrig (7) | Spanien (8) Peru (10) Schweiz (11) England (12) Colombia (13) Mexico (16) Uruguay (17) Kroatien (18) | Danmark (19) Island (21) Costa Rica (22) Sverige (25) Tunesien (28) Egypten (30) Senegal (32) Iran (34) | Serbien (38) Nigeria (41) Australien (43) Japan (44) Marokko (48) Panama (49) Sydkorea (62) Saudi-Arabien (63) |

## Værtsbyer
Rusland havde udpeget følgende værtsbyer: Jaroslavl, Jekaterinburg, Kaliningrad, Kasan, Krasnodar, Moskva, Nisjnij Novgorod, Podolsk, Rostov ved Don, Samara, Sankt Petersborg, Saransk, Sotji og Volgograd.
| Moskva                         | Moskva | Sankt Petersborg | Kaliningrad                     |
| ------------------------------ | --- | --- | ------------------------------- |
| Luzjniki Stadion               | Spartak Stadion | Krestovskij Stadion | Kaliningrad Stadion             |
| Kapacitet: 81.000 (opgraderet) | Kapacitet: 44.929 | Kapacitet: 66.881 (nyt) | Kapacitet: 35.000 (nyt)         |
|                                | | |                                 |
| Kasan                          | Moskva Sankt Petersborg Kaliningrad Nisjnij Novgorod Kasan Samara Volgograd Saransk Sotji Rostov ved Don JekaterinburgVM i fodbold 2018 (mænd) (Europæisk Rusland) | Moskva Sankt Petersborg Kaliningrad Nisjnij Novgorod Kasan Samara Volgograd Saransk Sotji Rostov ved Don JekaterinburgVM i fodbold 2018 (mænd) (Europæisk Rusland) | Nisjnij Novgorod                |
| Kasan Arena                    | Moskva Sankt Petersborg Kaliningrad Nisjnij Novgorod Kasan Samara Volgograd Saransk Sotji Rostov ved Don JekaterinburgVM i fodbold 2018 (mænd) (Europæisk Rusland) | Moskva Sankt Petersborg Kaliningrad Nisjnij Novgorod Kasan Samara Volgograd Saransk Sotji Rostov ved Don JekaterinburgVM i fodbold 2018 (mænd) (Europæisk Rusland) | Nisjnij Novgorod Stadion        |
| Kapacitet: 45.105              | Moskva Sankt Petersborg Kaliningrad Nisjnij Novgorod Kasan Samara Volgograd Saransk Sotji Rostov ved Don JekaterinburgVM i fodbold 2018 (mænd) (Europæisk Rusland) | Moskva Sankt Petersborg Kaliningrad Nisjnij Novgorod Kasan Samara Volgograd Saransk Sotji Rostov ved Don JekaterinburgVM i fodbold 2018 (mænd) (Europæisk Rusland) | Kapacitet: 44.899 (new stadium) |
|                                | Moskva Sankt Petersborg Kaliningrad Nisjnij Novgorod Kasan Samara Volgograd Saransk Sotji Rostov ved Don JekaterinburgVM i fodbold 2018 (mænd) (Europæisk Rusland) | Moskva Sankt Petersborg Kaliningrad Nisjnij Novgorod Kasan Samara Volgograd Saransk Sotji Rostov ved Don JekaterinburgVM i fodbold 2018 (mænd) (Europæisk Rusland) |                                 |
| Samara                         | Moskva Sankt Petersborg Kaliningrad Nisjnij Novgorod Kasan Samara Volgograd Saransk Sotji Rostov ved Don JekaterinburgVM i fodbold 2018 (mænd) (Europæisk Rusland) | Moskva Sankt Petersborg Kaliningrad Nisjnij Novgorod Kasan Samara Volgograd Saransk Sotji Rostov ved Don JekaterinburgVM i fodbold 2018 (mænd) (Europæisk Rusland) | Volgograd                       |
| Cosmos Arena (nyt)             | Moskva Sankt Petersborg Kaliningrad Nisjnij Novgorod Kasan Samara Volgograd Saransk Sotji Rostov ved Don JekaterinburgVM i fodbold 2018 (mænd) (Europæisk Rusland) | Moskva Sankt Petersborg Kaliningrad Nisjnij Novgorod Kasan Samara Volgograd Saransk Sotji Rostov ved Don JekaterinburgVM i fodbold 2018 (mænd) (Europæisk Rusland) | Volgograd Arena (genbygget)     |
| Kapacitet: 44.918              | Moskva Sankt Petersborg Kaliningrad Nisjnij Novgorod Kasan Samara Volgograd Saransk Sotji Rostov ved Don JekaterinburgVM i fodbold 2018 (mænd) (Europæisk Rusland) | Moskva Sankt Petersborg Kaliningrad Nisjnij Novgorod Kasan Samara Volgograd Saransk Sotji Rostov ved Don JekaterinburgVM i fodbold 2018 (mænd) (Europæisk Rusland) | Kapacitet: 45.015               |
|                                | Moskva Sankt Petersborg Kaliningrad Nisjnij Novgorod Kasan Samara Volgograd Saransk Sotji Rostov ved Don JekaterinburgVM i fodbold 2018 (mænd) (Europæisk Rusland) | Moskva Sankt Petersborg Kaliningrad Nisjnij Novgorod Kasan Samara Volgograd Saransk Sotji Rostov ved Don JekaterinburgVM i fodbold 2018 (mænd) (Europæisk Rusland) |                                 |
| Saransk                        | Rostov ved Don | Sotji | Jekaterinburg                   |
| Mordovija Arena (nyt)          | Rostov Arena (nyt) | Fisjt olympiske stadion | Central Stadion (opgraderet)    |
| Kapacitet: 45.015              | Kapacitet: 43.702 | Kapacitet: 47.659 | Kapacitet: 35.000               |
|                                | | |                                 |

Åbningskampen blev spillet på Moskvas Luzjniki Stadion mellem værtsnationen Rusland og Saudi Arabien, der ligesom de øvrige grupper blev fundet ved lodtrækning 1. december 2017. Finalen blev ligeledes spillet på dette stadion.

## Gruppespil

### Gruppe A
| Pos | Hold              | K | V | U | T | M+ | M- | MF | P | Kvalifikation              |
| --- | ----------------- | - | - | - | - | -- | -- | -- | - | -------------------------- |
| 1   | Uruguay (A)       | 3 | 3 | 0 | 0 | 5  | 0  | +5 | 9 | Gik videre til slutspillet |
| 2   | Rusland (A, V)    | 3 | 2 | 0 | 1 | 8  | 4  | +4 | 6 | Gik videre til slutspillet |
| 3   | Saudi-Arabien (E) | 3 | 1 | 0 | 2 | 2  | 7  | −5 | 3 |                            |
| 4   | Egypten (E)       | 3 | 0 | 0 | 3 | 2  | 6  | −4 | 0 |                            |

| 14. juni 2018 18:00 MSK (UTC+3) |

| Rusland                                                        | 5 – 0   | Saudi-Arabien |
| -------------------------------------------------------------- | ------- | ------------- |
| - Gazinsky 12' - Tjerysjev 43', 90' - Dzyuba 71' - Golovin 90' | Rapport |               |

| Luzjniki Stadion, Moskva Tilskuere: 78.011 Dommer: Néstor Pitana (Argentina) |

| 15. juni 2018 17:00 YEKT (UTC+5) |

| Egypten | 0 – 1   | Uruguay         |
| ------- | ------- | --------------- |
|         | Rapport | - Giménez 89' · |

| Central Stadion, Jekaterinburg Tilskuere: 27.015 Dommer: Björn Kuipers (Holland) |

| 19. juni 2018 21:00 MSK (UTC+3) |

| Rusland                                        | 3 – 1   | Egypten              |
| ---------------------------------------------- | ------- | -------------------- |
| - Fathy 47' (sm.) - Tjerysjev 59' - Dsjuba 62' | Rapport | - Salah 73' (str.) · |

| Krestovskij Stadion, Sankt Petersborg Tilskuere: 64.468 Dommer: Enrique Cáceres (Paraguay) |

| 20. juni 2018 18:00 MSK (UTC+3) |

| Uruguay      | 1 – 0   | Saudi-Arabien |
| ------------ | ------- | ------------- |
| - Suárez 23' | Rapport |               |

| Rostov Arena, Rostov ved Don Tilskuere: 42.678 Dommer: Clément Turpin (Frankrig) |

| 25. juni 2018 18:00 SAMT (UTC+4) |

| Uruguay                                         | 3 – 0   | Rusland |
| ----------------------------------------------- | ------- | ------- |
| - Suárez 10' - Tjerysjev 23' (sm.) - Cavani 90' | Rapport |         |

| Cosmos Arena, Samara Tilskuere: 41.970 Dommer: Malang Diedhiou (Senegal) |

| 25. juni 2018 17:00 MSK (UTC+3) |

| Saudi-Arabien                              | 2 – 1   | Egypten       |
| ------------------------------------------ | ------- | ------------- |
| - Al-Faraj 45+6' (str.) - Al-Dawsari 90+5' | Rapport | - Salah 22' · |

| Volgograd Arena, Volgograd Tilskuere: 36.823 Dommer: Wilmar Roldán (Colombia) |

### Gruppe B
| Pos | Hold         | K | V | U | T | M+ | M- | MF | P | Kvalifikation              |
| --- | ------------ | - | - | - | - | -- | -- | -- | - | -------------------------- |
| 1   | Spanien (A)  | 3 | 1 | 2 | 0 | 6  | 5  | +1 | 5 | Gik videre til slutspillet |
| 2   | Portugal (A) | 3 | 1 | 2 | 0 | 5  | 4  | +1 | 5 | Gik videre til slutspillet |
| 3   | Iran (E)     | 3 | 1 | 1 | 1 | 2  | 2  | 0  | 4 |                            |
| 4   | Marokko (E)  | 3 | 0 | 1 | 2 | 2  | 4  | −2 | 1 |                            |

| 15. juni 2018 18:00 MSK (UTC+3) |

| Marokko | 0 - 1   | Iran                       |
| ------- | ------- | -------------------------- |
|         | Rapport | - Bouhaddouz 90+5' (sm.) · |

| Krestovskij Stadion, Sankt Petersborg Tilskuere: 62,548 Dommer: Cüneyt Çakır (Tyrkiet) |

| 15. juni 2018 21:00 MSK (UTC+3) |

| Portugal                      | 3 – 3   | Spanien                        |
| ----------------------------- | ------- | ------------------------------ |
| - Ronaldo 4' (str.), 44', 88' | Rapport | - Costa 24', 55' - Nacho 58' · |

| Fisjt olympiske stadion, Sotji Tilskuere: 43.866 Dommer: Gianluca Rocchi (Italien) |

| 20. juni 2018 15:00 MSK (UTC+3) |

| Portugal     | 1 – 0   | Marokko |
| ------------ | ------- | ------- |
| - Ronaldo 4' | Rapport |         |

| Luzjniki Stadion, Moskva Tilskuere: 78.011 Dommer: Mark Geiger (USA) |

| 20. juni 2018 21:00 MSK (UTC+3) |

| Spanien     | 1 - 0   | Iran |
| ----------- | ------- | ---- |
| - Costa 54' | Rapport |      |

| Kasan Arena, Kasan Tilskuere: 42.718 Dommer: Andrés Cunha (Uruguay) |

| 25. juni 2018 21:00 MSK (UTC+3) |

| Iran                      | 1 – 1   | Portugal         |
| ------------------------- | ------- | ---------------- |
| - Ansarifard 90+4' (str.) | Rapport | - Quaresma 45' · |

| Mordovija Arena, Saransk Tilskuere: 41.685 Dommer: Enrique Cáceres (Paraguay) |

| 25. juni 2018 20:00 KALT (UTC+2) |

| Spanien                  | 2 – 2   | Marokko                         |
| ------------------------ | ------- | ------------------------------- |
| - Isco 19' - Aspas 90+1' | Rapport | - Boutaïb 14' - En-Nesyri 81' · |

| Kaliningrad Stadion, Kaliningrad Tilskuere: 33.973 Dommer: Ravshan Irmatov (Usbekistan) |

### Gruppe C
| Pos | Hold           | K | V | U | T | M+ | M- | MF | P | Kvalifikation               |
| --- | -------------- | - | - | - | - | -- | -- | -- | - | --------------------------- |
| 1   | Frankrig (A)   | 3 | 2 | 1 | 0 | 3  | 1  | +2 | 7 | Gåik videre til slutspillet |
| 2   | Danmark (A)    | 3 | 1 | 2 | 0 | 2  | 1  | +1 | 5 | Gåik videre til slutspillet |
| 3   | Peru (E)       | 3 | 1 | 0 | 2 | 2  | 2  | 0  | 3 |                             |
| 4   | Australien (E) | 3 | 0 | 1 | 2 | 2  | 5  | −3 | 1 |                             |

| 16. juni 2018 13:00 MSK (UTC+3) |

| Frankrig                           | 2 – 1   | Australien             |
| ---------------------------------- | ------- | ---------------------- |
| - Griezmann 58' (str.) - Pogba 81' | Rapport | - Jedinak 62' (str.) · |

| Kasan Arena, Kasan Tilskuere: 41.279 Dommer: Andrés Cunha (Uruguay) |

| 16. juni 2018 19:00 MSK (UTC+3) |

| Peru | 0 – 1   | Danmark       |
| ---- | ------- | ------------- |
|      | Rapport | Poulsen 59' · |

| Mordovija Arena, Saransk Tilskuere: 40.502 Dommer: Bakary Gassama (Gambia) |

| 21. juni 2018 16:00 SAMT (UTC+4) |

| Danmark      | 1 – 1   | Australien             |
| ------------ | ------- | ---------------------- |
| - Eriksen 7' | Rapport | - Jedinak 38' (str.) · |

| Cosmos Arena, Samara Tilskuere: 40.727 Dommer: Antonio Mateu Lahoz (Spanien ) |

| 21. juni 2018 20:00 YEKT (UTC+5) |

| Frankrig     | 1 – 0   | Peru |
| ------------ | ------- | ---- |
| - Mbappé 34' | Rapport |      |

| Central Stadion, Jekaterinburg Tilskuere: 32.789 Dommer: Mohammed Abdulla Hassan Mohamed (Forenede Arabiske Emirater) |

| 26. juni 2018 17:00 MSK (UTC+3) |

| Danmark | 0 – 0   | Frankrig |
| ------- | ------- | -------- |
|         | Rapport |          |

| Luzjniki Stadion, Moskva Tilskuere: 78.011 Dommer: Sandro Ricci (Brasilien) |

| 26. juni 2018 17:00 MSK (UTC+3) |

| Australien | 0 – 2   | Peru                            |
| ---------- | ------- | ------------------------------- |
|            | Rapport | - Carrillo 18' - Guerrero 50' · |

| Fisjt olympiske stadion, Sotji Tilskuere: 44.073 Dommer: Sergei Karasev (Rusland) |

### Gruppe D
| Pos | Hold          | K | V | U | T | M+ | M- | MF | P | Kvalifikation              |
| --- | ------------- | - | - | - | - | -- | -- | -- | - | -------------------------- |
| 1   | Kroatien (A)  | 3 | 3 | 0 | 0 | 7  | 1  | +6 | 9 | Gik videre til slutspillet |
| 2   | Argentina (A) | 3 | 1 | 1 | 1 | 3  | 5  | −2 | 4 | Gik videre til slutspillet |
| 3   | Nigeria (E)   | 3 | 1 | 0 | 2 | 3  | 4  | −1 | 3 |                            |
| 4   | Island (E)    | 3 | 0 | 1 | 2 | 2  | 5  | −3 | 1 |                            |

| 16. juni 2018 16:00 MSK (UTC+3) |

| Argentina    | 1 – 1   | Island              |
| ------------ | ------- | ------------------- |
| - Agüero 19' | Rapport | - Finnbogason 23' · |

| Spartak Stadion, Moskva Tilskuere: 44.190 Dommer: Szymon Marciniak (Polen) |

| 16. juni 2018 21:00 KALT (UTC+2) |

| Kroatien                              | 2 – 0   | Nigeria |
| ------------------------------------- | ------- | ------- |
| - Etebo 32' (sm.) - Modrić 71' (str.) | Rapport |         |

| Kaliningrad Stadion, Kaliningrad Tilskuere: 31.136 Dommer: Sandro Ricci (Brasilien) |

| 21. juni 2018 21:00 MSK (UTC+3) |

| Argentina | 0 – 3   | Kroatien                                        |
| --------- | ------- | ----------------------------------------------- |
|           | Rapport | - Rebić 53' - Modrić 80' - Ivan Rakitić 90+1' · |

| Nisjnij Novgorod Stadion, Nisjnij Novgorod Tilskuere: 43.319 Dommer: Ravshan Irmatov (Usbekistan) |

| 22. juni 2018 18:00 MSK (UTC+3) |

| Nigeria         | 2 – 0   | Island |
| --------------- | ------- | ------ |
| - Musa 49', 75' | Rapport |        |

| Volgograd Arena, Volgograd Tilskuere: 40.904 Dommer: Matthew Conger (New Zealand) |

| 26. juni 2018 21:00 MSK (UTC+3) |

| Nigeria            | 1 – 2   | Argentina                |
| ------------------ | ------- | ------------------------ |
| - Moses 51' (str.) | Rapport | - Messi 14' - Rojo 86' · |

| Krestovskij Stadion, Sankt Petersborg Tilskuere: 64.468 Dommer: Cüneyt Çakır (Tyrkiet) |

| 26. juni 2018 21:00 MSK (UTC+3) |

| Island                     | 1 – 2   | Kroatien                     |
| -------------------------- | ------- | ---------------------------- |
| - G. Sigurðsson 76' (str.) | Rapport | - Badelj 53' - Perišić 90' · |

| Rostov Arena, Rostov ved Don Tilskuere: 43.472 Dommer: Antonio Mateu Lahoz (Spanien) |

### Gruppe E
| Pos | Hold           | K | V | U | T | M+ | M- | MF | P | Kvalifikation              |
| --- | -------------- | - | - | - | - | -- | -- | -- | - | -------------------------- |
| 1   | Brasilien (A)  | 3 | 2 | 1 | 0 | 5  | 1  | +4 | 7 | Gik videre til slutspillet |
| 2   | Schweiz (A)    | 3 | 1 | 2 | 0 | 5  | 4  | +1 | 5 | Gik videre til slutspillet |
| 3   | Serbien (E)    | 3 | 1 | 0 | 2 | 2  | 4  | −2 | 3 |                            |
| 4   | Costa Rica (E) | 3 | 0 | 1 | 2 | 2  | 5  | −3 | 1 |                            |

| 17. juni 2018 16:00 SAMT (UTC+4) |

| Costa Rica | 0 – 1   | Serbien         |
| ---------- | ------- | --------------- |
|            | Rapport | - Kolarov 56' · |

| Cosmos Arena, Samara Tilskuere: 41.432 Dommer: Malang Diedhiou (Senegal) |

| 17. juni 2018 21:00 MSK (UTC+3) |

| Brasilien      | 1 – 1   | Schweiz       |
| -------------- | ------- | ------------- |
| - Coutinho 20' | Rapport | - Zuber 50' · |

| Rostov Arena, Rostov ved Don Tilskuere: 43.109 Dommer: César Arturo Ramos (Mexico) |

| 22. juni 2018 15:00 MSK (UTC+3) |

| Brasilien                       | 2 – 0   | Costa Rica |
| ------------------------------- | ------- | ---------- |
| - Coutinho 90+1' - Neymar 90+7' | Rapport |            |

| Krestovskij Stadion, Sankt Petersborg Tilskuere: 64.468 Dommer: Björn Kuipers (Holland) |

| 22. juni 2018 20:00 KALT (UTC+2) |

| Serbien       | 1 – 2   | Schweiz                     |
| ------------- | ------- | --------------------------- |
| - Mitrović 5' | Rapport | - Xhaka 52' - Shaqiri 90' · |

| Kaliningrad Stadion, Kaliningrad Tilskuere: 33.167 Dommer: Felix Brych (Tyskland) |

| 27. juni 2018 21:00 MSK (UTC+3) |

| Serbien | 0 – 2   | Brasilien                           |
| ------- | ------- | ----------------------------------- |
|         | Rapport | - Paulinho 36' - Thiago Silva 68' · |

| Spartak Stadion, Moskva Tilskuere: 44.190 Dommer: Alireza Faghani (Iran) |

| 27. juni 2018 21:00 MSK (UTC+3) |

| Schweiz                    | 2 – 2   | Costa Rica                          |
| -------------------------- | ------- | ----------------------------------- |
| - Džemaili 31' - Drmić 88' | Rapport | - Waston 56' - Sommer 90+3' (sm.) · |

| Nisjnij Novgorod Stadion, Nisjnij Novgorod Tilskuere: 43.319 Dommer: Clément Turpin (Frankrig) |

### Gruppe F
| Pos | Hold         | K | V | U | T | M+ | M- | MF | P | Kvalifikation              |
| --- | ------------ | - | - | - | - | -- | -- | -- | - | -------------------------- |
| 1   | Sverige (A)  | 3 | 2 | 0 | 1 | 5  | 2  | +3 | 6 | Gik videre til slutspillet |
| 2   | Mexico (A)   | 3 | 2 | 0 | 1 | 3  | 4  | −1 | 6 | Gik videre til slutspillet |
| 3   | Sydkorea (E) | 3 | 1 | 0 | 2 | 3  | 3  | 0  | 3 |                            |
| 4   | Tyskland (E) | 3 | 1 | 0 | 2 | 2  | 4  | −2 | 3 |                            |

| 17. juni 2018 18:00 MSK (UTC+3) |

| Tyskland | 0 – 1   | Mexico         |
| -------- | ------- | -------------- |
|          | Rapport | - Lozano 35' · |

| Luzjniki Stadion, Moskva Tilskuere: 78.011 Dommer: Alireza Faghani (Iran) |

| 18. juni 2018 15:00 MSK (UTC+3) |

| Sverige                | 1 – 0   | Sydkorea |
| ---------------------- | ------- | -------- |
| - Granqvist 65' (str.) | Rapport |          |

| Nisjnij Novgorod Stadion, Nisjnij Novgorod Tilskuere: 42.300 Dommer: Joel Aguilar (El Salvador) |

| 23. juni 2018 18:00 MSK (UTC+3) |

| Sydkorea              | 1 – 2   | Mexico                              |
| --------------------- | ------- | ----------------------------------- |
| - Son Heung-min 90+3' | Rapport | - Vela 26' (str.) - Hernández 66' · |

| Rostov Arena, Rostov ved Don Tilskuere: 43.472 Dommer: Milorad Mažić (Serbien) |

| 23. juni 2018 21:00 MSK (UTC+3) |

| Tyskland                 | 2 – 1   | Sverige          |
| ------------------------ | ------- | ---------------- |
| - Reus 48' - Kroos 90+5' | Rapport | - Toivonen 32' · |

| Fisjt olympiske stadion, Sotji Tilskuere: 44.287 Dommer: Szymon Marciniak (Polen) |

| 27. juni 2018 17:00 MSK (UTC+3) |

| Sydkorea                                     | 2 – 0   | Tyskland |
| -------------------------------------------- | ------- | -------- |
| - Kim Young-gwon 90+3' - Son Heung-min 90+6' | Rapport |          |

| Kasan Arena, Kasan Tilskuere: 41.385 Dommer: Mark Geiger (USA) |

| 27. juni 2018 19:00 YEKT (UTC+5) |

| Mexico | 0 – 3   | Sverige                                                         |
| ------ | ------- | --------------------------------------------------------------- |
|        | Rapport | - Augustinsson 50' - Granqvist 61' (str.) - Álvarez 74' (sm.) · |

| Central Stadion, Jekaterinburg Tilskuere: 33.061 Dommer: Néstor Pitana (Argentina) |

### Gruppe G
| Pos | Hold         | K | V | U | T | M+ | M- | MF | P | Kvalifikation              |
| --- | ------------ | - | - | - | - | -- | -- | -- | - | -------------------------- |
| 1   | Belgien (A)  | 3 | 3 | 0 | 0 | 9  | 2  | +7 | 9 | Gik videre til slutspillet |
| 2   | England (A)  | 3 | 2 | 0 | 1 | 8  | 3  | +5 | 6 | Gik videre til slutspillet |
| 3   | Tunesien (E) | 3 | 1 | 0 | 2 | 5  | 8  | −3 | 3 |                            |
| 4   | Panama (E)   | 3 | 0 | 0 | 3 | 2  | 11 | −9 | 0 |                            |

| 18. juni 2018 18:00 MSK (UTC+3) |

| Belgien                         | 3 – 0   | Panama |
| ------------------------------- | ------- | ------ |
| - Mertens 47' - Lukaku 69', 75' | Rapport |        |

| Fisjt olympiske stadion, Sotji Tilskuere: 43.257 Dommer: Janny Sikazwe (Zambia) |

| 18. juni 2018 21:00 MSK (UTC+3) |

| Tunesien           | 1 – 2   | England             |
| ------------------ | ------- | ------------------- |
| - Sassi 35' (str.) | Rapport | - Kane 11', 90+1' · |

| Volgograd Arena, Volgograd Tilskuere: 41.064 Dommer: Wilmar Roldán (Colombia) |

| 23. juni 2018 15:00 MSK (UTC+3) |

| Belgien                                                        | 5 – 2   | Tunesien                     |
| -------------------------------------------------------------- | ------- | ---------------------------- |
| - E. Hazard 6' (str.), 51' - Lukaku 16', 45+3' - Batshuayi 90' | Rapport | - Bronn 18' - Khazri 90+3' · |

| Spartak Arena, Moskva Tilskuere: 44.190 Dommer: Jair Marrufo (USA) |

| 24. juni 2018 15:00 MSK (UTC+3) |

| England                                                             | 6 – 1   | Panama        |
| ------------------------------------------------------------------- | ------- | ------------- |
| - Stones 8', 40' - Kane 22' (str.), 45+1' (str.), 62' - Lingard 36' | Rapport | - Baloy 78' · |

| Nisjnij Novgorod Stadion, Nisjnij Novgorod Tilskuere: 43.319 Dommer: Gehad Grisha (Egypten) |

| 28. juni 2018 20:00 KALT (UTC+2) |

| England | 0 – 1   | Belgien         |
| ------- | ------- | --------------- |
|         | Rapport | - Januzaj 51' · |

| Kaliningrad Stadion, Kaliningrad Tilskuere: 33.973 Dommer: Damir Skomina (Slovenien) |

| 28. juni 2018 21:00 MSK (UTC+3) |

| Panama             | 1 – 2   | Tunesien                            |
| ------------------ | ------- | ----------------------------------- |
| - Meriah 33' (sm.) | Rapport | - F. Ben Youssef 51' - Khazri 66' · |

| Mordovija Arena, Saransk Tilskuere: 37.168 Dommer: Nawaf Shukralla (Bahrain) |

### Gruppe H
| Pos | Hold         | K | V | U | T | M+ | M- | MF | P | Kvalifikation              |
| --- | ------------ | - | - | - | - | -- | -- | -- | - | -------------------------- |
| 1   | Colombia (A) | 3 | 2 | 0 | 1 | 5  | 2  | +3 | 6 | Gik videre til slutspillet |
| 2   | Japan (A)    | 3 | 1 | 1 | 1 | 4  | 4  | 0  | 4 | Gik videre til slutspillet |
| 3   | Senegal (E)  | 3 | 1 | 1 | 1 | 4  | 4  | 0  | 4 |                            |
| 4   | Polen (E)    | 3 | 1 | 0 | 2 | 2  | 5  | −3 | 3 |                            |

1. 1 2  Fairplay points: Japan −4, Senegal −6. Japan blev toer på fairplay-reglen.

| 19. juni 2018 15:00 MSK (UTC+3) |

| Colombia       | 1 – 2   | Japan                            |
| -------------- | ------- | -------------------------------- |
| - Quintero 39' | Rapport | - Kagawa 6' (str.) - Osako 73' · |

| Mordovija Arena, Saransk Tilskuere: 40.842 Dommer: Damir Skomina (Slovenien) |

| 19. juni 2018 18:00 MSK (UTC+3) |

| Polen            | 1 – 2   | Senegal                          |
| ---------------- | ------- | -------------------------------- |
| - Krychowiak 86' | Rapport | - Cionek 37' (sm.) - Niang 60' · |

| Spartak Stadion, Moskva Tilskuere: 44.190 Dommer: Nawaf Shukralla (Bahrain) |

| 24. juni 2018 20:00 YEKT (UTC+5) |

| Japan                  | 2 - 2   | Senegal                  |
| ---------------------- | ------- | ------------------------ |
| - Inui 34' - Honda 78' | Rapport | - Mané 11' - Wagué 71' · |

| Central Stadion, Jekaterinburg Tilskuere: 32.572 Dommer: Gianluca Rocchi (Italien) |

| 24. juni 2018 21:00 MSK (UTC+3) |

| Polen | 0 – 3   | Colombia                                     |
| ----- | ------- | -------------------------------------------- |
|       | Rapport | - Mina 40' - Falcao 70' - Ju. Cuadrado 75' · |

| Kasan Arena, Kasan Tilskuere: 42.873 Dommer: César Arturo Ramos (Mexico) |

| 28. juni 2018 17:00 MSK (UTC+3) |

| Japan | 0 – 1   | Polen            |
| ----- | ------- | ---------------- |
|       | Rapport | - Bednarek 59' · |

| Volgograd Arena, Volgograd Tilskuere: 42.189 Dommer: Janny Sikazwe (Zambia) |

| 28. juni 2018 18:00 SAMT (UTC+4) |

| Senegal | 0 – 1   | Colombia     |
| ------- | ------- | ------------ |
|         | Rapport | - Mina 74' · |

| Cosmos Arena, Samara Tilskuere: 41.970 Dommer: Milorad Mažić (Serbien) |

## Slutspil
|  | 1/8-delsfinaler                      | 1/8-delsfinaler                  |                                            |       | Kvartfinaler | Kvartfinaler |                             |                             | Semifinaler | Semifinaler |  |  | Finalen | Finalen |
|  |                                      |                                  |                                            |       |              |              |                             |                             |             |             |  |  |         |         |
|  | Kamp 1 - 30. juni – Kasan            |                                  |                                            |       |              |              |                             |                             |             |             |  |  |         |         |
|  |                                      |                                  |                                            |       |              |              |                             |                             |             |             |  |  |         |         |
|  | Frankrig                             | 4                                |                                            |       |              |              |                             |                             |             |             |  |  |         |         |
|  | Frankrig                             | 4                                | 6. juli – Nisjnji Novgorod - Kvartfinale A |       |              |              |                             |                             |             |             |  |  |         |         |
|  | Argentina                            | 3                                |                                            |       |              |              |                             |                             |             |             |  |  |         |         |
|  | Argentina                            | 3                                | Frankrig                                   | 2     |              |              |                             |                             |             |             |  |  |         |         |
|  | Kamp 2 - 30. juni – Sotji            |                                  | Frankrig                                   | 2     |              |              |                             |                             |             |             |  |  |         |         |
|  |                                      | Uruguay                          | 0                                          |       |              |              |                             |                             |             |             |  |  |         |         |
|  | Uruguay                              | Uruguay                          | 0                                          | 2     |              |              |                             |                             |             |             |  |  |         |         |
|  | Uruguay                              |                                  | 10. juli – Sankt Petersborg Semifinale 1   | 2     |              |              |                             |                             |             |             |  |  |         |         |
|  | Portugal                             | 1                                |                                            |       |              |              |                             |                             |             |             |  |  |         |         |
|  | Portugal                             | 1                                | Frankrig                                   | 1     |              |              |                             |                             |             |             |  |  |         |         |
|  | Kamp 5 - 2. juli – Samara            |                                  | Frankrig                                   | 1     |              |              |                             |                             |             |             |  |  |         |         |
|  |                                      | Belgien                          | 0                                          |       |              |              |                             |                             |             |             |  |  |         |         |
|  | Brasilien                            | Belgien                          | 0                                          | 2     |              |              |                             |                             |             |             |  |  |         |         |
|  | Brasilien                            | 6. juli – Kasan - Kvartfinale B  |                                            | 2     |              |              |                             |                             |             |             |  |  |         |         |
|  | Mexico                               | 0                                |                                            |       |              |              |                             |                             |             |             |  |  |         |         |
|  | Mexico                               | 0                                | Brasilien                                  | 1     |              |              |                             |                             |             |             |  |  |         |         |
|  | Kamp 6 - 2. juli – Rostov ved Don    |                                  | Brasilien                                  | 1     |              |              |                             |                             |             |             |  |  |         |         |
|  |                                      | Belgien                          | 2                                          |       |              |              |                             |                             |             |             |  |  |         |         |
|  | Belgien                              | Belgien                          | 2                                          | 3     |              |              |                             |                             |             |             |  |  |         |         |
|  | Belgien                              |                                  | 15. juli – Moskva (Luzjniki) Finale        | 3     |              |              |                             |                             |             |             |  |  |         |         |
|  | Japan                                | 2                                |                                            |       |              |              |                             |                             |             |             |  |  |         |         |
|  | Japan                                | 2                                | Frankrig                                   | 4     |              |              |                             |                             |             |             |  |  |         |         |
|  | Kamp 3 - 1. juli – Moskva (Luzjniki) |                                  | Frankrig                                   | 4     |              |              |                             |                             |             |             |  |  |         |         |
|  |                                      | Kroatien                         | 2                                          |       |              |              |                             |                             |             |             |  |  |         |         |
|  | Spanien                              | Kroatien                         | 2                                          | 1 (3) |              |              |                             |                             |             |             |  |  |         |         |
|  | Spanien                              | 7. juli – Sotji - Kvartfinale C  |                                            | 1 (3) |              |              |                             |                             |             |             |  |  |         |         |
|  | Rusland                              | 1 (4)                            |                                            |       |              |              |                             |                             |             |             |  |  |         |         |
|  | Rusland                              | 1 (4)                            | Rusland                                    | 2 (3) |              |              |                             |                             |             |             |  |  |         |         |
|  | Kamp 4 - 1. juli – Nisjnji Novgorod  |                                  | Rusland                                    | 2 (3) |              |              |                             |                             |             |             |  |  |         |         |
|  |                                      | Kroatien                         | 2 (4)                                      |       |              |              |                             |                             |             |             |  |  |         |         |
|  | Kroatien                             | Kroatien                         | 2 (4)                                      | 1 (3) |              |              |                             |                             |             |             |  |  |         |         |
|  | Kroatien                             |                                  | 11. juli – Moskva (Luzjniki) Semifinale 2  | 1 (3) |              |              |                             |                             |             |             |  |  |         |         |
|  | Danmark                              | 1 (2)                            |                                            |       |              |              |                             |                             |             |             |  |  |         |         |
|  | Danmark                              | 1 (2)                            | Kroatien                                   | 2     |              |              |                             |                             |             |             |  |  |         |         |
|  | Kamp 7 - 3. juli – Sankt Petersborg  |                                  | Kroatien                                   | 2     |              |              |                             |                             |             |             |  |  |         |         |
|  |                                      | England                          | 1                                          |       | Tredjeplads  | Tredjeplads  |                             |                             |             |             |  |  |         |         |
|  | Sverige                              | England                          | 1                                          | 1     | Tredjeplads  | Tredjeplads  |                             |                             |             |             |  |  |         |         |
|  | Sverige                              | 7. juli – Samara - Kvartfinale D | 7. juli – Samara - Kvartfinale D           | 1     |              |              | 14. juli – Sankt Petersborg | 14. juli – Sankt Petersborg |             |             |  |  |         |         |
|  | Schweiz                              | 7. juli – Samara - Kvartfinale D | 7. juli – Samara - Kvartfinale D           | 0     |              |              | 14. juli – Sankt Petersborg | 14. juli – Sankt Petersborg |             |             |  |  |         |         |
|  | Schweiz                              | Sverige                          | 0                                          | 0     | Belgien      | 2            |                             |                             |             |             |  |  |         |         |
|  | Kamp 8 - 3. juli – Moskva (Spartak)  | Sverige                          | 0                                          |       | Belgien      | 2            |                             |                             |             |             |  |  |         |         |
|  |                                      | England                          | 2                                          |       | England      | 0            |                             |                             |             |             |  |  |         |         |
|  | Colombia                             | England                          | 2                                          | 1 (3) | England      | 0            |                             |                             |             |             |  |  |         |         |
|  | Colombia                             |                                  |                                            | 1 (3) |              |              |                             |                             |             |             |  |  |         |         |
|  | England                              | 1 (4)                            |                                            |       |              |              |                             |                             |             |             |  |  |         |         |
|  | England                              | 1 (4)                            |                                            |       |              |              |                             |                             |             |             |  |  |         |         |

I slutspillet blev der spillet ekstra tid (to halvlege på 15 minutter hver), hvis stillingen ved kampens afslutning var uafgjort, og derefter, hvis det var nødvendigt, blev kampen afgjort ved en straffesparkskonkurrence for at finde vinderen.

### Ottendedelsfinaler
| 30. juni 2018 16:00 |

| Frankrig                                        | 4 – 3 | Argentina                               |
| ----------------------------------------------- | ----- | --------------------------------------- |
| Griezmann 13' (str.) Pavard 57' Mbappé 64', 68' |       | Di María 41' Mercado 48' Agüero 90+3' · |

| Kasan Arena, Rusland Tilskuere: 42.873 Dommer: Alireza Faghani (Iran) |

| 30. juni 2018 20:00 |

| Uruguay        | 2 – 1 | Portugal   |
| -------------- | ----- | ---------- |
| Cavani 7', 62' |       | Pepe 55' · |

| Fisjt olympiske stadion, Rusland Tilskuere: 44.287 Dommer: César Arturo Ramos (Mexico) |

| 1. juli 2018 16:00 |

| Spanien               | 1 – 1 (e.f.s.) | Rusland             |
| --------------------- | -------------- | ------------------- |
| Ignasjevitj 12' (sm.) |                | Dzyuba 41' (str.) · |

| Luzjniki Stadion, Rusland Tilskuere: 78.011 Dommer: Björn Kuipers (Holland) |

|                                |       | Straffesparkskonkurrence             |  |
| Iniesta Piqué Koke Ramos Aspas | 3 - 4 | Smolov Ignasjevitj Golovin Tjerysjev |  |

| 1. juli 2018 20:00 |

| Kroatien     | 1 – 1 (e.f.s.) | Danmark        |
| ------------ | -------------- | -------------- |
| Mandžukić 4' |                | Jørgensen 1' · |

| Nisjnij Novgorod Stadion, Rusland Tilskuere: 40.851 Dommer: Néstor Pitana (Argentina) |

|                                        |       | Straffesparkskonkurrence                  |  |
| Badelj Kramaric Modric Pivaric Rakitic | 3 - 2 | Eriksen Kjær Krohn-Dehli Schöne Jørgensen |  |

| 2. juli 2018 16:00 |

| Brasilien              | 2 – 0 | Mexico |
| ---------------------- | ----- | ------ |
| Neymar 51' Firmino 88' |       |        |

| Cosmos Arena, Rusland Tilskuere: 41.970 Dommer: Gianluca Rocchi (Italien) |

| 2. juli 2018 20.00 |

| Belgien                                  | 3 – 2 | Japan                    |
| ---------------------------------------- | ----- | ------------------------ |
| Vertonghen 69' Fellaini 74' Chadli 90+4' |       | Haraguchi 48' Inui 52' · |

| Rostov Arena, Rusland Tilskuere: 41.466 Dommer: Malang Diedhiou (Senegal) |

| 3. juli 2018 16:00 |

| Sverige      | 1 – 0 | Schweiz |
| ------------ | ----- | ------- |
| Forsberg 66' |       |         |

| Krestovskij Stadion, Rusland Tilskuere: 64.042 Dommer: Damir Skomina (Slovenien) |

| 3. juli 2018 20:00 |

| Colombia   | 1 – 1 (e.f.s.) | England           |
| ---------- | -------------- | ----------------- |
| Mina 90+3' |                | Kane 57' (str.) · |

| Spartak Stadion, Rusland Tilskuere: 44.190 Dommer: Mark Geiger (USA) |

|                                    |       | Straffesparkskonkurrence              |  |
| Falcao Cuadrado Muriel Uribe Bacca | 3 - 4 | Kane Rashford Henderson Trippier Dier |  |

### Kvartfinaler
| 6. juli 2018 16:00 |

| Uruguay | 0 – 2 | Frankrig                   |
| ------- | ----- | -------------------------- |
|         |       | Varane 40' Griezmann 61' · |

| Nisjnij Novgorod Stadion, Rusland Tilskuere: 43.319 Dommer: Néstor Pitana (Argentina) |

| 6. juli 2018 20:00 |

| Brasilien   | 1 – 2 | Belgien                               |
| ----------- | ----- | ------------------------------------- |
| Augusto 76' |       | Fernandinho 13' (sm.) De Bruyne 31' · |

| Kasan Arena, Rusland Tilskuere: 42.873 Dommer: Milorad Mažić (Serbien) |

| 7. juli 2018 16:00 |

| Sverige | 0 – 2 | England                |
| ------- | ----- | ---------------------- |
|         |       | Maguire 30' Alli 58' · |

| Cosmos Arena, Rusland Tilskuere: 39.991 Dommer: Björn Kuipers (Holland) |

| 7. juli 2018 20:00 |

| Rusland                      | 2 – 2 (e.f.s.) | Kroatien                 |
| ---------------------------- | -------------- | ------------------------ |
| Tjerysjev 31' Fernandes 115' |                | Kramaric 39' Vida 100' · |

| Fisjt olympiske stadion, Rusland Tilskuere: 44.287 Dommer: Sandro Ricci (Brasilien) |

|                                               |       | Straffesparkskonkurrence             |  |
| Smolov Dzagoev Fernandes Ignashevich Kuzyayev | 3 - 4 | Brozovic Kovacic Modric Vida Rakitic |  |

### Semifinaler
| 10. juli 2018 20:00 |

| Frankrig   | 1 – 0 | Belgien |
| ---------- | ----- | ------- |
| Umtiti 51' |       |         |

| Krestovskij Stadion, Rusland Tilskuere: 64.286 Dommer: Andres Cunha (Uruguay) |

| 11. juli 2018 20:00 |

| Kroatien                  | 2 – 1 (e.f.s.) | England       |
| ------------------------- | -------------- | ------------- |
| Perisic 68' Mandzukic 51' |                | Trippier 5' · |

| Luzjniki Stadion, Rusland Tilskuere: 78.011 Dommer: Cüneyt Çakır (Tyrkiet) |

### Tredjeplads
| 14. juli 2018 16:00 |

| England | 0 – 2 | Belgien                 |
| ------- | ----- | ----------------------- |
|         |       | Meunier 4' Hazard 82' · |

| Krestovskij Stadion, Rusland Tilskuere: 64.406 Dommer: Alireza Faghani (Iran) |

### Finale
| 15. juli 2018 17:00 |

| Frankrig                                                      | 4 – 2 | Kroatien                    |
| ------------------------------------------------------------- | ----- | --------------------------- |
| Mandzukic 18' (sm.) Griezmann 38' (str.) Pogba 59' Mbappé 65' |       | Perisic 28' Mandzukic 69' · |

| Luzjniki Stadion, Rusland Tilskuere: 78.011 Dommer: Néstor Pitana (Argentina) |